# George McVittie
George McVittie   (Esmirna, 5 de juny de 1904 - Canterbury, 8 de març de 1988) va ser un matemàtic i astrònom britànic.

## Vida i Obra
McVittie, conegut pels seus afins com Mac, va néixer a Esmirna, actualment Turquia però en aquella època Imperi Otomà, on els seus pares tenien un negoci comercial. El 1922, quan Esmirna va ser ocupada i saquejada pels turcs en el marc de la guerra greco-turca, la família estava de vacances a la Gran Bretanya i ja no van tornar mai més. Ells estava a punt de començar a estudiar enginyeria, però ho va posposar per ajudar el seu pare a crera un nou negoci. El 1927 es va graduar en matemàtiques a la universitat d'Edimburg on va tenir de professors Edmund Whittaker, Charles Galton Darwin i Edward Copson. A continuació va anar a estudiar amb Arthur Eddington a la universitat de Cambridge en la qual es va doctorar el 1930, amb una tesi sobre la teoria del camp unificat dirigida per Eddington.
Els anys següents va ser successivament professor a les universitats de Leeds, Edimburg i Liverpool, fins que el 1936 va ser nomenat professor del King's College de Londres on va romandre fins al 1948, excepte els anys de la Segona Guerra Mundial durant els quals va treballar a Bletchley Park dirigint un centre meteorològic que tenia com missió descobrir les previsions meteorològiques de l'enemic desxifrant el codi dels seus missatges. El 1948 va passar a ser professor i cap del departament de matemàtiques del Queen Mery College de Londres i, en aquest època, va començar a treballar en el que seria el seu llibre més influent i conegut: General Relativity and Cosmology (1956). El 1952, però, va deixar el Regne Unit per a convertir-se en el cap del departament d'astronomia de la universitat d'Illinois a Urbana-Champaign on va romandre els següents vint anys. Una de les oportunitats que va trobar a Amèrica va ser un més ràpid i senzill accés a les observacions astronòmiques. A la universitat, va convertir un petit departament d'astronomia que hi havia quan ell va arribar, en un dels departaments més importants dels Estats Units; tan és així que el seguiment de la órbita del satèl·lit artificial soviètic Spútnik 1 (1957) es va fer des d'Urbana (Illinois). Tot i així, a Urbana, sempre va tenir una reputació de britànic excèntric, que no conduïa mai un vehicle i que parlava amb un marcat accent escocès que ningú savia d¡on procedia, ja que ell no va viure pas tants anys a Escòcia.
En retirar-se el 1972, va tornar a Anglaterra on va ser nomenat professor honorari a la universitat de Kent (a prop de Canterbury), en la qual no només va donar classes d'astronomia i mecànica celeste, sinó que va treballar en una equació per descriure les solucions esfèricament simètriques de les equacions d'Einstein sota lleis adiabàtiques i a més, amb la seva dona, es va involucrar en les activitats de la societat arqueològica local.
McVittie pot ser considerat un relativista de "segona generació": un partidari de la teoria de la relativitat que ja no veu les coses de la mateixa forma que li van ensenyar els seus mestres, promotors de la teoria. Amb les seves obres va combatre la teoria de l'estat estacionari, va desmitificar el concepte de creació contínua de matèria o va postular l'existència d'un estrès còsmic d’energia negativa, tot conceptes derivats de la teoria general però més allunyats del seu nucli central.